# Anchiphiloscia brevicauda
Anchiphiloscia brevicauda är en kräftdjursart som först beskrevs av Stefano Taiti och Franco Ferrara 1980.  Anchiphiloscia brevicauda ingår i släktet Anchiphiloscia och familjen Philosciidae. Inga underarter finns listade i Catalogue of Life.